# Източна Екватория
Източна Екватория (на английски: Eastern Equatoria; на арабски: شرق الاستوائية) е една от 10-те провинции на Южен Судан. Разположена е в югоизточната част на страната. Заема площ от 82 542 км² и има население от 906 126 души (по данни от 2008 година). Главен град на провинцията е град Торит. Провинцията граничи с 3 държави – Уганда на юг, Кения на югоизток и Етиопия на североизток.

## Териториален спор с други държави
В най-югоизточната част на южносуданската провинция, между самата провинция и езерото Туркана, се намира Триъгълникът Илеми, чиято територия е обект на спор между трите съседни държави – Южен Судан, Етиопия и Кения, но е под контрола на Южен Судан.